# Sfântu Ilie
Sfântu Ilie – wieś w Rumunii, w okręgu Suczawa, w gminie Șcheia. W 2011 roku liczyła 3788 mieszkańców. 
Jest położona w północnej części Mołdawii, na Bukowinie, koło Suczawy. We wsi przez pewien czas mieszkała większa kolonia Polaków, którzy w XIX w. przybyli tutaj z okolic Kolbuszowej.
W Sfântu Ilie znajduje się cerkiew pod wezwaniem św. Eliasza z końca XV w., w XVII w. ozdobiona freskami zewnętrznymi, jedna z malowanych cerkwi Bukowiny. 